# 南磯村
南磯村（みなみいそむら）は秋田県南秋田郡にあった村。現在の男鹿市南部、男鹿駅の西方一帯にあたる。
本項では発足時の名称である南磯分村（みなみいそわけむら）についても述べる。

## 地理
- 海：日本海

## 歴史
- 1889年（明治22年）4月1日 - 町村制の施行により、増川村、女川村、椿村、台島村、双六村、小浜村、本山門前村、南平沢村の区域をもって南磯分村が発足。
- 1891年（明治24年）11月11日 - 南磯分村が改称して南磯村となる。
- 1942年（昭和17年）4月1日 - 船川港町に編入。同日南磯村廃止。